# Nació Ària
Nació Ària (Aryan Nations o AN en anglès) és un grup armat d'extrema dreta, supremacista blanc fonamentalista cristià dels Estats Units d'Amèrica. Les seves accions violentes se centren en víctimes que són considerades "racialment inferiors" (negres, jueus, etc.) o amb un comportament considerat contrari a la moral cristiana (homosexuals, personal de clíniques on es practiquen avortaments, etc.). Seguint els postulats doctrinaris de la Identitat Cristiana, els seus seguidors es consideren descendents dels primers immigrants puritans arribats des d'Anglaterra. Va inaugurar una onada de neonazisme al país a la dècada de 1970, i va ser declarada una "amenaça terrorista" (terrorist threat en anglès) pel FBI el 2001.

## Història i composició del grup
El grup va ser fundat pel reverend Richard Girnt Butler, de l'Església de Jesucrist. Els seus integrants, fonamentalment pagesos empobrits i exsoldats, procedeixen bàsicament del Mitjà Oest del país: Oklahoma, Arkansas i sobre tot Idaho.

## Ideologia i accions
La característica més significativa d'aquest grup és l'antisemitisme i les accions violentes contra clíniques que practiquen avortaments, fins i tot contra el seu personal. Consideren que els jueus són uns usurpadors i que els veritables hereus del regne de Déu serien ells, com descendents de les tribus perdudes d'Israel (una postura fonamentada en l'angloisraelisme). Entenen que els EUA haurien de ser una teocràcia cristiana dominada pels aris.
Als fulletons de Nació Ària es poden llegir consignes com ara:
| «                          | Creiem que hi ha una guerra en marxa entre els fills de la foscor (coneguts avui com jueus) i els fills de la Llum, la raça ària, l'autèntica Israel de la Bíblia. | » |
| — Futlletó de Nación Aria. | |   |

El grup tenia un web on fins i tot es demanava l'assassinat de metges de clíniques en les quals es practiquen avortaments. El 1999 la pàgina va ser eliminada perquè un dels noms assenyalats finalment va ser assassinat.
Membres individuals d'aquest grup també van assassinar metges que practicaven avortaments.
Altres objectius de les accions de Nació Ària són els negres, els hispans i els jueus; membres d'aquestes tres comunitats han estat repetidament atacats en forma violenta. També van ser atacats militants dels drets civils i liberals estatunidencs.

## Derivacions
El 2009, una parella de Nova Jersey va perdre la custòdia dels seus tres fills per haver-los posat de nom Nació Ària, Adolf Hitler i Himmler.